# Cedric Rochon
Cedric Rochon (ur. 14 czerwca 1990 w Saint-Jérôme) – Kanadyjski narciarz dowolny, specjalizujący się w jeździe po muldach. W 2011 roku wystartował na mistrzostwach świata w Deer Valley, zajmują siódme miejsce w jeździe po muldach i jedenaste w muldach podwójnych. Na rozgrywanych dwa lata później mistrzostwach świata w Voss zajął 30. miejsce w muldach podwójnych. Najlepsze wyniki w Pucharze Świata osiągnął w sezonie 2010/2011, kiedy to w klasyfikacji generalnej uplasował się na 27. miejscu, a w klasyfikacji jazdy po muldach był ósmy. Nie brał udziału w igrzyskach olimpijskich. W 2015 roku zakończył karierę.

## Osiągnięcia

### Mistrzostwa świata
| Miejsce | Dzień    | Rok  | Miejscowość | Konkurencja      | Zwycięzca          |
| ------- | -------- | ---- | ----------- | ---------------- | ------------------ |
| 7.      | 2 lutego | 2011 | Deer Valley | Jazda po muldach | Guilbaut Colas     |
| 11.     | 5 lutego | 2011 | Deer Valley | Muldy podwójne   | Alexandre Bilodeau |
| 30.     | 8 marca  | 2013 | Voss        | Muldy podwójne   | Alexandre Bilodeau |

### Puchar Świata

#### Miejsca w klasyfikacji generalnej
- 2008/2009: 155.
- 2009/2010: 56.
- 2010/2011: 27.
- 2011/2012: 34.
- 2012/2013: 80.
- 2014/2015: 227.

#### Miejsca na podium w zawodach
1. Naeba – 18 lutego 2012 (jazda po muldach) – 3. miejsce